# Richard Flynn
Richard Flynn (ur. 13 maja 1933) – irlandzki strzelec, olimpijczyk. 
Był jedynym reprezentantem Irlandii w strzelectwie na igrzyskach olimpijskich w 1976 roku (Montreal). Startował w trapie, w którym zajął 15. pozycję.

## Wyniki olimpijskie
| Igrzyska | Konkurencja | Wynik       | Miejsce | Źródło |
| -------- | ----------- | ----------- | ------- | ------ |
| IO 1976  | Trap        | 179 punktów | 15      | [ 1 ]  |